# Qélé, Qélé
Qélé, Qélé är en låt framförd av den armeniska sångerskan Sirusho. Låten representerade Armenien vid Eurovision Song Contest 2008 i Belgrad i Serbien. Låten är skriven av Sirusho själv tillsammans med H.A. Der-Hovagimjan.
Bidraget framfördes i den första semifinalen den 20 maj 2008 och tog sig vidare till final efter en andra plats med 139 poäng. I finalen den 24 maj slutade det på fjärde plats med 199 poäng.